# Me gusta ese tajo
"Me gusta ese tajo" es una canción compuesta por los músicos argentinos Luis Alberto Spinetta, Black Amaya y Osvaldo Frascino e interpretada originalmente por la banda Pescado Rabioso. La canción fue compuesta en 1972 y lanzada en un disco simple en 1973, con el tema "Credulidad" en el lado B, y no fue incluida en ninguno de los álbumes originales de la banda. En las reediciones en vinilo del álbum Desatormentándonos de 1985 y 1990 fue incluida como tercer tema del lado B. Pero en las reediciones de Desatormentándonos en CD de 1996 y 2008, fue incluido como bonus tracks junto a los temas "Despiértate nena" y "Post-crucifixión", en ese orden. Fue censurada durante la última dictadura militar.
Otra versión del tema fue realizada en vivo para el álbum San Cristóforo (1998) de la banda Spinetta y los Socios del Desierto.
La canción ha sido incluida en la posición n.º 57 entre las 100 mejores de la historia del rock argentino en la encuesta de la revista Rolling Stone y la cadena MTV.
En 2009 Spinetta seleccionó "Me gusta ese tajo" para incluirlo en el recital histórico Spinetta y las Bandas Eternas en el que repasó toda su obra.

## La canción
El tema es un blues rock ortodoxo, con una letra fuerte y directa de connotación sexual, que tuvo enorme éxito y se convirtió en parte del cancionero popular juvenil de Argentina. 

Me gusta ese tajo
que ayer conocí,
ella me calienta,
la quiero invitar a dormir.

La palabra "tajo" se utiliza para decir vagina, bikini en lenguaje crudo y callejero. La expresión fue propuesta por Black Amaya:

- Periodista: ¿Es cierta la "leyenda" que cuenta que vos les decías “tajo” a las chicas, y por eso el Flaco escribió “Me gusta ese tajo”?
- Black Amaya: Si, algo de eso es verdad, yo venia de tocar con un grupo llamado Las Piedras y el bajista que paraba en la galeria Paris de Caballito trajo esa palabra, y yo la llevé a Pescado. Luisito le puso la letra y Bocón y yo la música.

La estrofa es prácticamente la única letra de la canción. Habla de las  relaciones sexuales libres, sin ninguna connotación amorosa, casi casual. Se trata de una letra muy transgresora si se tiene en cuenta la época, en la que los jóvenes eran objeto de agresiones por el solo hecho de tener el pelo largo, y el hecho de que la canción fue escrita durante una dictadura militar (la de Lanusse) que se caracterizó por perseguir a los jóvenes. La otra estrofa del tema, al usar la mala palabra "mierda", completamente inusual en el cancionero pop en español, refuerza el tono crudo y agresivo del tema, vinculando la libertad sexual a la rebeldía social:

Con sus lindas piernas
ella me hace pensar,
debo destruir la mierda,
de esta ciudad

El tema fue compuesto en el segundo trimestre de 1972 -no integró la lista de temas del primer recital de Pescado Rabioso el 5 de mayo- y fue estrenado en vivo en el segundo recital de la banda, realizado el 23 de junio de 1972 en el teatro Atlantic de Buenos Aires. El Bocón Frascino, quien aportó la base de blues de la canción, cuenta lo siguiente sobre el momento en que la canción fue creada: 

Jorge Pistocchi alquiló una casaquinta en Ituzaingó, donde fuimos a vivir Luis, Black y yo. Allí ensayábamos, comíamos, dormíamos, hablábamos... de allí salieron temas como "Dulce 3 nocturno" y "Me gusta ese tajo", compuestos por los tres.
Osvaldo "Bocón" Frascino

Frascino también reflexiona sobre la dureza de las letras del "primer Pescado":

Luis no la tenía mucho de blues en esa época, digamos que el espíritu del blues y el rock cuadrado lo metimos nosotros (se refiere a Black Amaya y él) que veníamos de otra cabeza, de otra gente, de otra zona. Luis venía de respirar los aires de Belgrano, de tratar a gente “más o menos normal”, con otra perspectiva hacia la vida, con otra manera menos salvaje de encarar la música... nosotros intentábamos sobrevivir a la ferocidad de la calle.
Osvaldo "Bocón" Frascino

El tema tuvo serios problemas con la censura directa e indirecta. Quedó fuera del primer álbum de la banda, Desatormentándonos y ya durante la última dictadura fue incluido en la lista de temas censurados por el COMFER. Recuperada la democracia a fines de 1983, el tema fue agregado como cierre del álbum Desatormentándonos, en la reedición realizada en 1985.
Pescado Rabioso volvió a interpretar "Me gusta este tajo" en 2009, durante el histórico recital Spinetta y las Bandas Eternas en el que el músico repasó toda su obra. En esa oportunidad, Frascino, el exbajista de la banda que la dejó para dedicarse por entero a la guitarra, tocó la guitarra y se destacó por ejecutar un extraordinario solo de 55 segundos, que ha sido registrado como uno de los solos más destacados del rock argentino.

## Otras versiones
- En la banda sonora de la película Tango feroz: la leyenda de Tanguito de 1993 fue interpretada por Ulises Butrón.
- La banda Los Ratones Paranoicos incluyeron su versión en el álbum Electroshock de 1999.
- Airbag hizo un cover de la canción en el Personal Fest en Córdoba en 2016.